# Massospondylus
Massospondylus is een basaal geslacht van vroege uitgestorven Omnivore dinosauriërs uit de groep van de Sauropodomorpha. Het geslacht leefde tijdens het Vroeg-Jura, zo'n 200-185 miljoen jaar geleden. Vondsten zijn gedaan in zuidelijk Afrika. Met een lengte van zo'n vier meter waren het relatief kleine vertegenwoordigers van deze groep langnekkige dinosauriërs.

## Vondst en naamgeving

### Massospondylus carinatus
In 1853 vonden de Ierse landmeter Joseph Millerd Orpen en diens jongere broer Dr. Richard John Newenham Orpen fossielen bij de Beauchef Abbey 215-boerderij, nabij Harrismith, op het gebied van de één jaar later opgerichte Oranje Vrijstaat, tegenwoordig deel van Zuid-Afrika. De botten werden geschonken aan het Hunterian Museum in Londen van het Royal College of Surgeons (RCS).

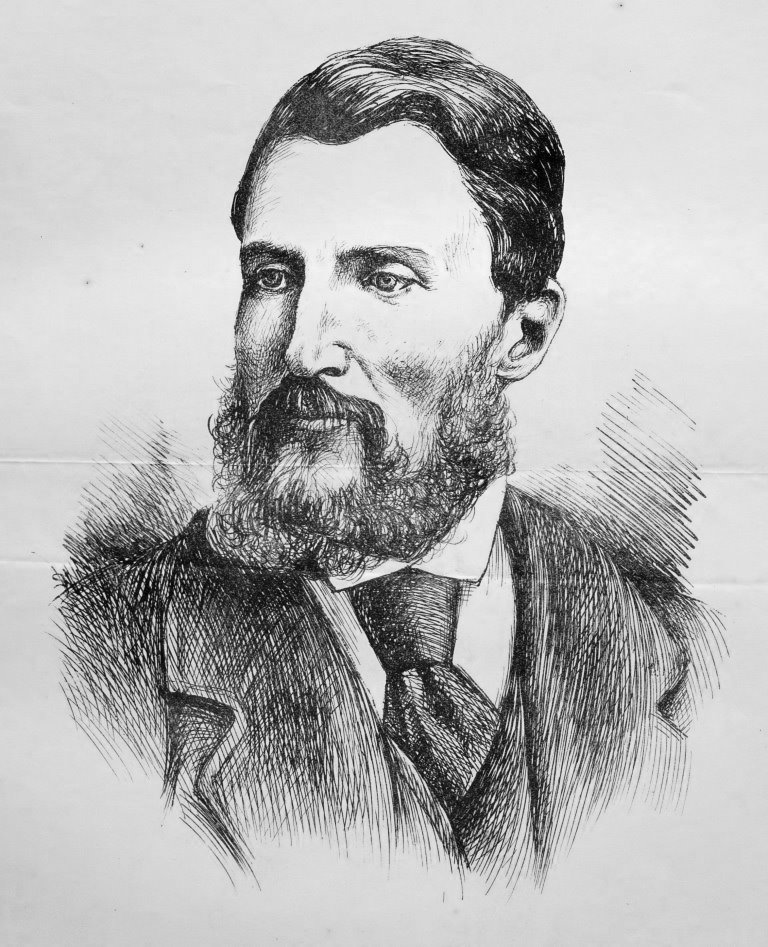
J.M. Orpen vond de eerste fossielen

De eerste soort en typesoort van het geslacht, Massospondylus carinatus, werd in 1854 benoemd en beschreven door de paleontoloog Richard Owen die gevraagd was de hele collectie fossielen van het museum te catalogiseren en beschrijven. De zesenvijftig fossiele botten, die minstens twee individuen vertegenwoordigen, omvatten een aantal grote wervels. Owen identificeerde die als staartwervels en meende er niet minder dan drie geslachten in te kunnen ontdekken die hij benoemde als Pachyspondylus, Leptospondylus en Massospondylus, respectievelijk de 'dikke', 'kleine' en 'langere wervel'. De naam Massospondylus die Owen aan het dier gaf, refereert aan de grotere afmetingen van de wervels ten opzichte van de twee andere geslachten en is afkomstig van de Griekse woorden massoon, 'langer' en σφόνδυλος, sphondylos, 'wervel'. De soortaanduiding carinatus betekent 'gekield' en verwijst naar een lengterichel op de onderkant van de wervels. Owen herkende de botten overigens niet als afkomstig van een dinosauriër, hoewel hij de Dinosauria zelf benoemd had. Hij dacht dat het om een carnivore hagedis ging. Hij begreep dus ook niet dat het een verwant betrof van de eerder benoemde Duitse Plateosaurus.

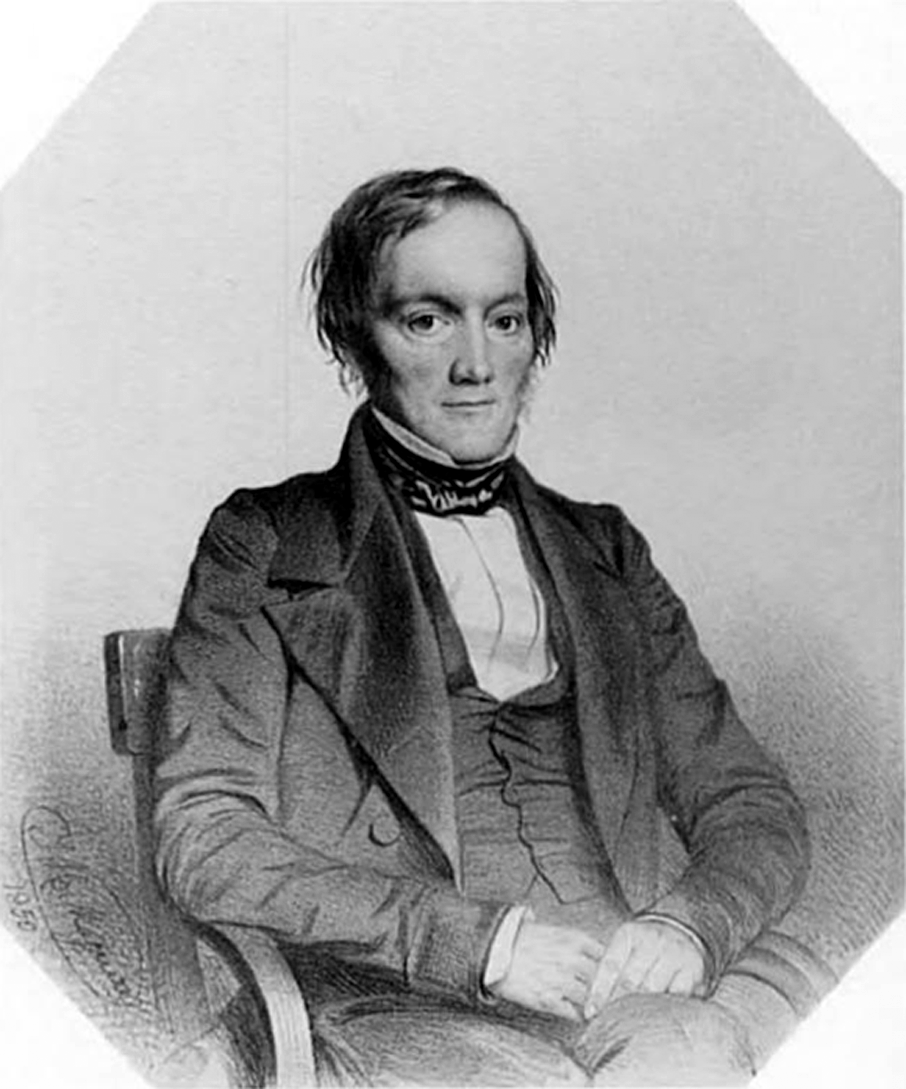
Richard Owen benoemde Massospondylus

In 1895 werden de botten door de Britse paleontoloog Harry Govier Seeley herkend als die van een vroege vertegenwoordiger van de Sauropodomorpha, een verwant van de Duitse Zanclodon. Seeley begreep ook dat de beenderen hoogstwaarschijnlijk slechts één soort vertegenwoordigden. Voor die soort koos hij de naam Massospondylus carinatus. De andere twee soorten, Pachyspondylus orpenii en Leptospondylus capensis, zag hij als niet te identificeren nomina dubia en vermoedelijke jongere synoniemen van Massospondylus carinatus. Verder moest Seeley de identificatie van de wervels corrigeren: die waren niet uit de staart maar uit de nek. Het bleek dat Owen middelste halswervels als Massospondylus had benoemd, voorste halswervels als Leptospondylus en achterste halswervels als Pachyspondylus. Van het indertijd van Plateosaurus bekende fossiel materiaal hadden geen halswervels deel uitgemaakt; het was Owen dus onbekend dat dinosauriërs zulke lange nekken konden hebben en vandaar dat hij de wervels maar in de staart geplaatst had.
Owen had geen holotype aangewezen, fossiel waarop de soort gebaseerd was. De vijf losse wervels die samen als het type waren aangewezen, met inventarisnummers 331-335, vormden dus een reeks syntypen. Net als de rest van de vondsten waren ze vermoedelijk opgegraven in een laag van de bovenste Elliotformatie die dateert uit het Hettangien-Sinemurien, ongeveer tweehonderd miljoen jaar oud. Owen wees onder voorbehoud ook de dertien wervels 336–337, 349–350, 352, 354 en 358–364 aan Massospondylus toe. Wervels 347 en 348 had Owen als Leptospondylus benoemd en wervels 338-346 als Pachyspondylus; onder die laatste bevond zich overigens ook een echte staartwervel (338) en een sacrale wervel (346). Naast de wervels, die tamelijk beschadigd waren en grotendeels slechts uit hun centra bestonden, omvatten de botten ook delen van een rechteropperarmbeen, stukken van een bekken, delen van dijbeenderen, middenvoetsbeenderen en vingerkootjes.
Seeley wees later geen lectotype aan; hij koos dus geen individuele wervel als het typespecimen. Op 19 mei 1941 werd de collectie getroffen door een Duitse bom en gingen alle fossielen verloren. Wel zijn er nog gipsen afgietsels van over in Zuid-Afrika (SAM PKC 958–62), en het Natural History Museum, te Londen (NHMUK R3027–8).

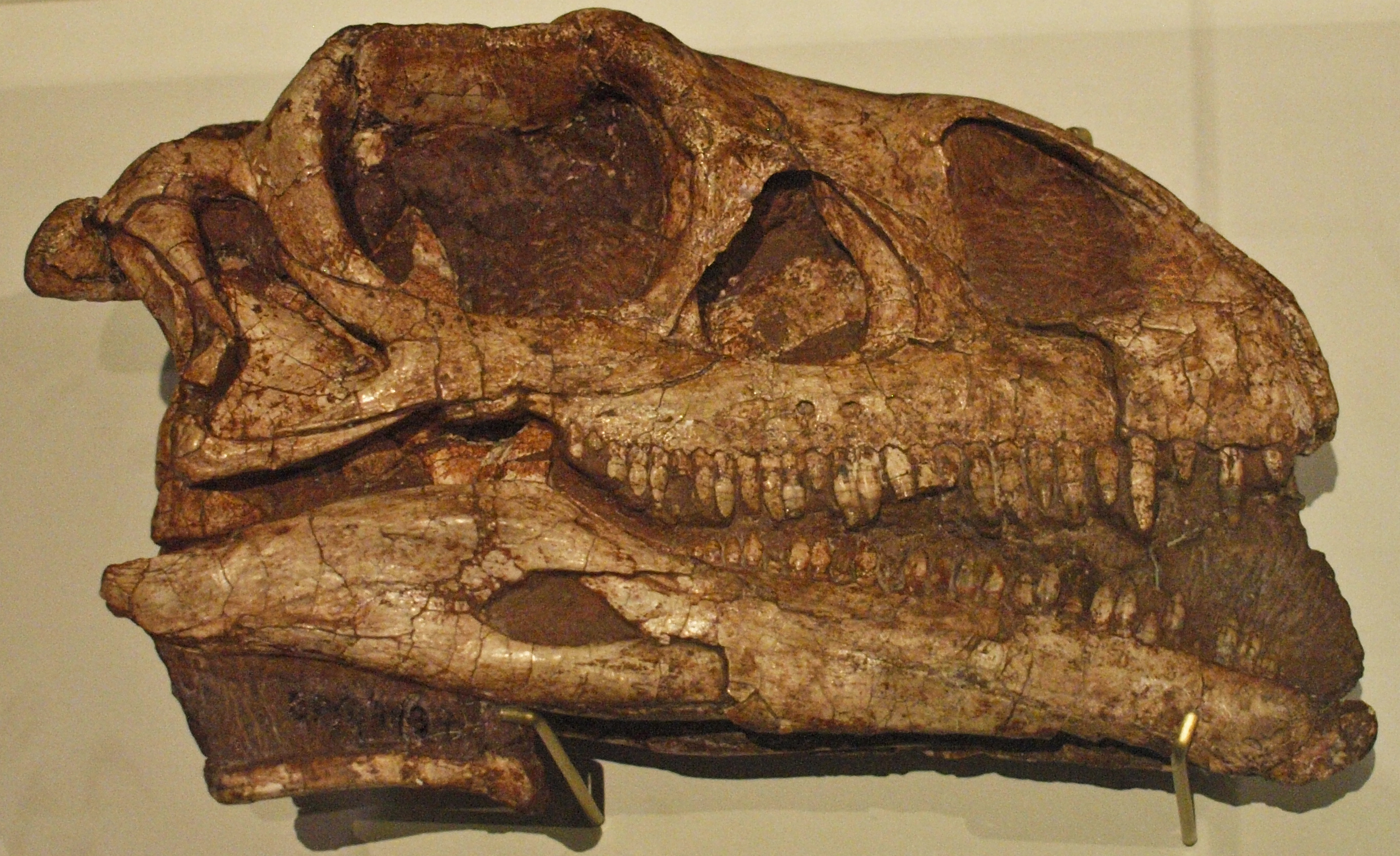
De schedel van het neotype BP/1/4934

In 2010 stelde paleontoloog Adam Yates dat ook als de fossielen bewaard zouden zijn gebleven, ze eigenlijk tekort zouden hebben geschoten om Massospondylus te identificeren. Er zat namelijk geen schedel tussen en basale Sauropodomorpha onderscheiden zich voornamelijk op basis van schedelkenmerken. Ondertussen was de naam Massospondylus echter verbonden geraakt met later gevonden fossiel materiaal van uitstekende kwaliteit. Om verwarring te voorkomen leek het hem dus beter de naam niet af te danken maar te baseren op een nieuw fossiel door een neotype aan te wijzen. Daarvoor koos hij het zeer gave specimen BP/1/4934, een in anatomisch verband gevonden skelet met schedel van een volwassen dier, in maart 1980 bij de Bormansdrift opgegraven door Lucas Huma en James Kitching. Het exemplaar werd hierop door Britse experts geheel gerestaureerd en in een nieuw opstelling neergezet. Het is het meest complete skelet van een basale sauropodomorf dat uit Afrika bekend is en heeft de bijnaam Big Momma.
Ook na 1853 werden vondsten van Massospondylus gedaan. Een bekend voorbeeld daarvan is een skelet uit de jongere Clarensformatie dat lokaal bekend stond als de 'Ouwe Bosjesman'. Bij een mislukte poging het met buskruit uit de rots weg te breken werd het grotendeels vernietigd. Een rechteronderbeen is bewaard als specimen Albany Museum 455. Het werd al in 1894 door Seeley benoemd als Hortalotarsus skirtopodus, de 'jonge vogelenkel met de satervoet'. Ook de meeste andere vondsten bestonden uit fragmentarische skeletten of losse botten. Het eerste bijna complete skelet was TM 130, een plaat en tegenplaat, het holotype van de in 1920 door Egbert Cornelis Nicolaas van Hoepen benoemde Aristosaurus erectus. Zoals deze voorbeelden laten zien, werd het pas geleidelijk de gewoonte zulke fossielen bij Massospondylus onder te brengen. Behalve de in de Stormberggroep in Zuid-Afrika en Lesotho opgegraven fossielen, is er ook materiaal toegewezen uit de Etjo-formatie in Namibië en het Laat-Trias van Zimbabwe. In het totaal gaat het om tientallen specimina en Massospondylus is de best bekende sauropodomorf uit het gebied hoewel dat een grote rijkdom aan verwante soorten heeft opgeleverd. Vondsten buiten het zuiden van Afrika die ooit aan Massospondylus zijn toegewezen, worden tegenwoordig beschouwd als materiaal van andere geslachten.
In 2018 werd een moderne beschrijving van de schedel gegeven en in een opvolgend artikel van de evenwichtsorganen. In 2019 werd het postcraniaal skelet van het neotype in detail beschreven.

### Andere soorten
Verschillende soorten die oorspronkelijk binnen andere geslachten zijn benoemd op grond van basaal sauropodomorf materiaal uit Zuid-Afrika, worden tegenwoordig beschouwd als jongere synoniemen van Massospondylus carinatus. Het betreft Hortalotarsus skirtopodus Seeley 1894; Aetonyx palustris Broom 1911; Aristosaurus erectus Van Hoepen 1920; Dromicosaurus gracilis Van Hoepen 1920; Gryponyx taylori Haughton 1924 en Thecodontosaurus dubius Haughton 1924. De in 2010 benoemde Ignavusaurus vertegenwoordigt wellicht slechts het jong van Massospondylus.
Vier andere soorten uit Zuid-Afrika zijn direct in het geslacht benoemd. Drie daarvan worden tegenwoordig beschouwd als jongere synoniemen van Massospondylus carinatus. Het betreft Massospondylus browni die door Seeley in 1895 gepubliceerd werd samen met de analyse van de typesoort; Massospondylus harriesii Broom 1911 en Massospondylus schwarzi Haughton 1924. De vierde soort is Massospondylus kaalae, door Paul Barrett benoemd in 2009.
Daarnaast benoemde Richard Lydekker in 1890 twee soorten op grond van fossielen gevonden in India: Massospondylus hislopi en Massospondylus rawesi. M. hislopi is gebaseerd op wervels gevonden in de Maleriformatie van Andhra Pradesh die dateert uit het late Trias. De wervels behoren aan een of ander lid van de Sauropodomorpha maar er is geen direct verband met Massospondylus bewijsbaar. Wellicht gaat het om een bot van Pradhania. M. rawesi is gebaseerd op één tand die zeker niet van een sauropodomorf is. Daarbij is de tand gevonden in de Takliformatie van Maharashtra die dateert uit het late Krijt toen alle basale sauropodomorfen allang waren uitgestorven.
Eén keer gebeurde het dat een soort die al in een andere geslacht benoemd was naar Massospondylus werd overgeheveld. In 1981 hernoemde Michael Robert Cooper Lufengosaurus hueni tot een Massospondylus hueni. Dit wordt tegenwoordig algemeen afgewezen. In 1988 en 2010 suggereerde Gregory S. Paul dat M. carinatus beter bij Plateosaurus kon worden ondergebracht, als een Plateosaurus carinatus. Hierin is hij door niemand gevolgd.
Naar huidige inzichten bestaat er naast de typesoort Massospondylus carinatus maar één andere mogelijke echte soort binnen het geslacht: Massospondylus kaalae. Deze is gebaseerd op het holotype SAM-PK-K1325, een gedeeltelijke schedel die gevonden is in het oosten van de Kaapprovincie. De soortaanduiding eert Sheena Kaal, hoofd collecties van gewervelden gevonden in de Karoo bij het Iziko South African Museum.

## Beschrijving

### Grootte en algemene bouw

Massospondylus in grootte vergeleken met een mens

Massospondylus is een vrij kleine sauropodomorf. Verschillende bronnen hebben de grootte overdreven door lengten van tot zes meter te veronderstellen maar zulke grote exemplaren zijn in feite onbekend. Het grootste gevonden specimen is het neotype. In 2010 schatte Gregory S. Paul de maximumlengte op vierhonderddertig centimeter bij een gewicht van tweehonderd kilogram.
Massospondylus heeft een langgerekte bouw. De voorpoten van Massospondylus waren kleiner dan de achterpoten, hij had een lange staart die aan het begin dik was en naar het einde toe steeds dunner werd. Hij had een lange nek met een opvallend kleine kop met grote ogen en neusgaten. Zoals bij de meeste vroege dinosauriërs bestaat de kop grotendeels uit holten en is de hersenpan aan de bovenste achterkant nogal klein.
De achterpoten hadden vier tenen en een gereduceerde vijfde teen. De voorpoten hadden relatief grote handen met uit elkaar staande vingers en grote klauwen aan de duimen. De schouderhoogte van een volwassen dier was ongeveer tachtig centimeter.

### Onderscheidende kenmerken

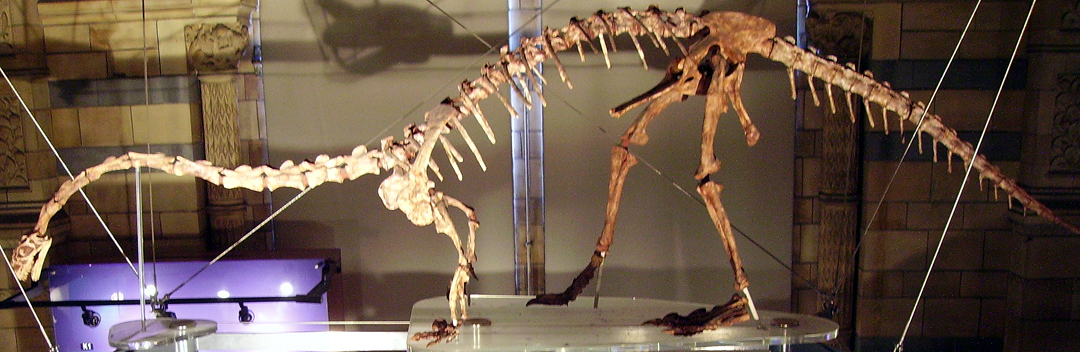
De kleine kop van Massospondylus is het meest onderscheidend

Barrett stelde in 2009 verschillende kenmerken vast waarin Massospondylus zich van verwanten onderscheidt. De schedel is op zijn grootste breedte tien procent breder dan hoog. De oogkas is relatief groot en de snuit relatief kort. De opgaande tak van het bovenkaaksbeen is hoog en verticaal gericht. Deze opgaande tak heeft een smalle richel aan de binnenkant. Het prefrontale heeft een lange achterste tak maar het voorhoofdsbeen maakt desalniettemin een flink deel uit van de bovenrand van de oogkas. Een buitenste beenplaat van het traanbeen overhangt de achterste bovenhoek van de fenestra antorbitalis. Er bevindt zich een richel op de buitenste bovenste zijkant van het traanbeen en deze loopt door in een bult op de zijkant van het prefrontale.
Een mogelijk onderscheidend kenmerk van het skelet achter de schedel is het bezit van een opvallende richel op de buitenkant van het scheenbeen.
In 2019 werden aanvullende kenmerken gegeven. Het zijn alle autapomorfieën, afgeleide nieuwe eigenschappen. De processus basipterygoidei, afhangende uitsteeksels van de onderste hersenpan, staan uiteen onder een hoek van minder dan zestig graden. De wervellichamen van de voorste halswervels zijn extreem verlengd, meer dan zevenmaal langer dan hoog op het voorste gewrichtsfacet. De voorste halswervels hebben haakvormige verbredingen op de voorranden van hun doornuitsteeksels. Het bovenste/achterste uiteinde van het schouderblad is naar voren/boven weinig verbreed en naar achteren/beneden sterk. De deltopectorale kam beslaat ongeveer zestig procent van de lengte van het opperarmbeen. De ellepijp heeft ongeveer zestig procent van de lengte van het opperarmbeen. De onderkanten van de schaambeenderen zijn aan de voorzijde plat en niet verbreed.
M. kaalae onderscheidt zich van Massospondylus carinatus in vier kenmerken. De praemaxilla heeft een lengte die meer dan dertig procent bedraagt van die van de tandenrij. Het traanbeen heeft een hogere richel op de bovenste zijkant. Het dolkvormig uitsteeksel aan de voorkant van het parabasisfenoïde van de hersenpan ligt onder het niveau van de achterhoofdsknobbel. De processus basipterygoidei, afhangende uitsteeksels aan de onderzijde van de hersenpan, zijn slank en langwerpig, zonder verbreed uiteinde.

### Skelet

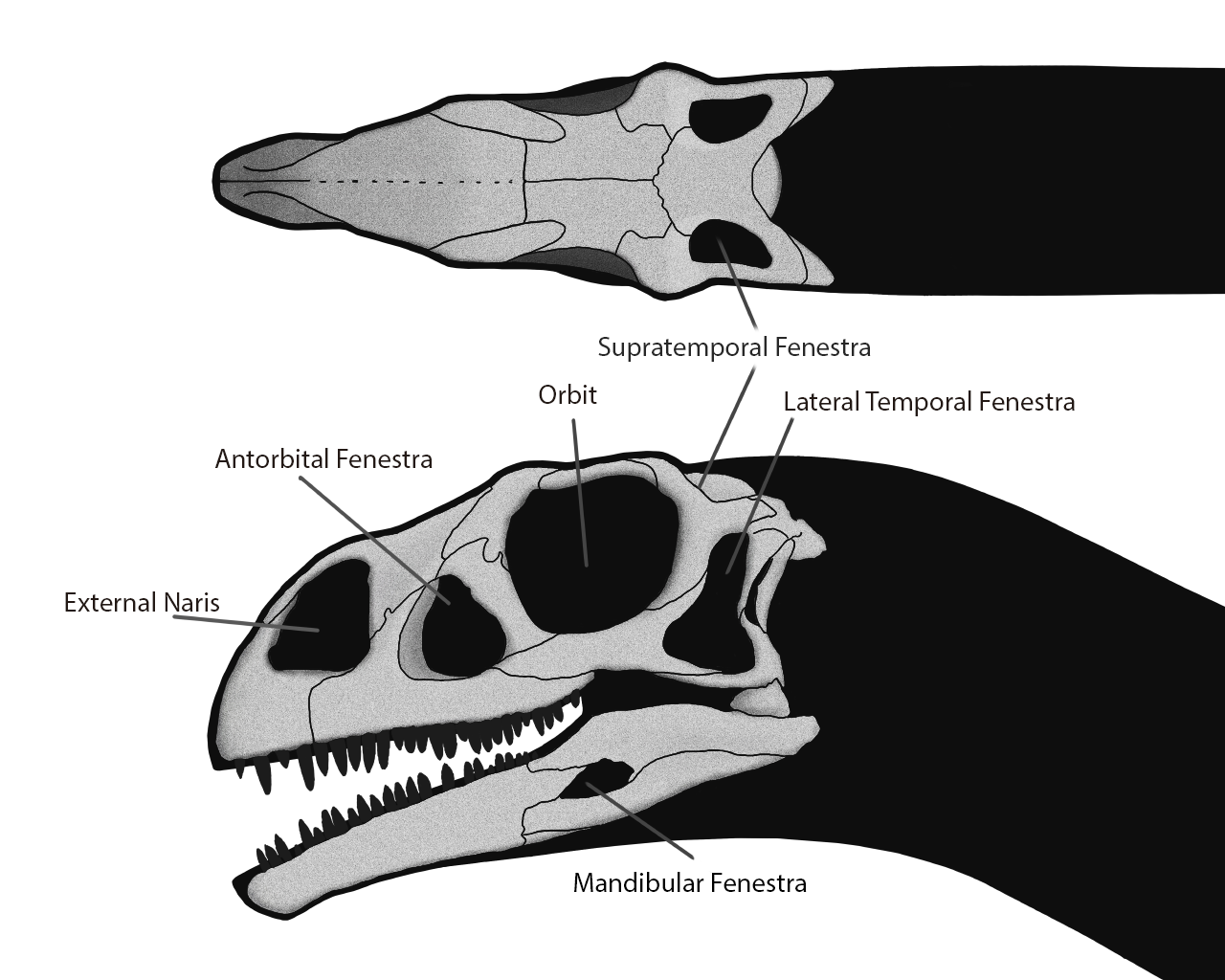
Massospondylus-schedel

Zoals bij de meeste basale sauropodomorfen is de schedel van Massaspondylus in het algemeen smal en langwerpig. Vergeleken met die van zijn verwanten is de kop echter nog vrij breed. Bij fossielen van Massospondylus met een echt afgeplatte kop is dit het resultaat van compressie tijdens de fossilisering. Daarbij is de snuit niet sterk verlengd. De kop heeft een bol bovenprofiel. Dat buigt echter niet geleidelijk naar voren en beneden maar wordt onderbroken door bultige verheffingen. De voorste daarvan bevindt zich boven het grote neusgat. Ook de bovenrand van de oogkas is verhoogd. De oogkas heeft de omtrek van een halve schijf waarvan de bovenkant een rechte horizontale lijn vormt. De verdikte bovenrand steekt ook in bovenaanzicht uit, naar buiten. Zowel voor als achter de oogkassen vormen zich zo zijwaartse uitsteeksels. De voorste liggen op de prefrontalia. Die achteraan, op de postorbitalia, maken het breedste deel van de schedel uit.
De schedel toont nog drie paar andere grote openingen. Tussen het neusgat en de oogkas ligt de driehoekige fenestra antorbitalis. Achter de oogkas ligt het onderste slaapvenster dat het profiel heeft van een sleutelgat en daarboven op het schedeldak ligt het bovenste slaapvenster met de vorm van een halve schijf. De slaapvensters dienden als aanhechting en doorgang voor de sluitspieren van de onderkaken.

## Fylogenie
Owen plaatste Massospondylus oorspronkelijk in de Lacertilia, de hagedissen. In 1914 benoemde Friedrich von Huene een eigen Massospondylidae. Sindsdien is Massospondylus ook wel in de Plateosauridae ondergebracht maar de meeste recente kladistische analyses laten zien dat het dier een eigen aftakking vormde met verschillende verwante soorten. De nauwste verwantschap lijkt er te zijn met Zuid-Amerikaanse vormen als Adeopapposaurus en Leyesaurus.
Een mogelijke indeling toont het volgende kladogram.
|  | Unaysaurus   |
|  |              |
|  | Plateosaurus |
|  |              |

|  | Riojasaurus   |
|  |               |
|  | Eucnemesaurus |
|  |               |

|  | Massospondylus                                                   |
|  |                                                                  |
|  | \| \| Coloradisaurus \| \| \| \| \| \| Lufengosaurus \| \| \| \| |
|  |                                                                  |
|  | Coloradisaurus                                                   |
|  |                                                                  |
|  | Lufengosaurus                                                    |
|  |                                                                  |

|  | Coloradisaurus |
|  |                |
|  | Lufengosaurus  |
|  |                |

|  | Jingshanosaurus                      |
|  |                                      |
|  | Anchisauria, waaronder de sauropoden |
|  |                                      |

|  | Massospondylus                                                   |
|  |                                                                  |
|  | \| \| Coloradisaurus \| \| \| \| \| \| Lufengosaurus \| \| \| \| |
|  |                                                                  |
|  | Coloradisaurus                                                   |
|  |                                                                  |
|  | Lufengosaurus                                                    |
|  |                                                                  |

|  | Coloradisaurus |
|  |                |
|  | Lufengosaurus  |
|  |                |

|  | Jingshanosaurus                      |
|  |                                      |
|  | Anchisauria, waaronder de sauropoden |
|  |                                      |

|  | Riojasaurus   |
|  |               |
|  | Eucnemesaurus |
|  |               |

|  | Massospondylus                                                   |
|  |                                                                  |
|  | \| \| Coloradisaurus \| \| \| \| \| \| Lufengosaurus \| \| \| \| |
|  |                                                                  |
|  | Coloradisaurus                                                   |
|  |                                                                  |
|  | Lufengosaurus                                                    |
|  |                                                                  |

|  | Coloradisaurus |
|  |                |
|  | Lufengosaurus  |
|  |                |

|  | Jingshanosaurus                      |
|  |                                      |
|  | Anchisauria, waaronder de sauropoden |
|  |                                      |

|  | Massospondylus                                                   |
|  |                                                                  |
|  | \| \| Coloradisaurus \| \| \| \| \| \| Lufengosaurus \| \| \| \| |
|  |                                                                  |
|  | Coloradisaurus                                                   |
|  |                                                                  |
|  | Lufengosaurus                                                    |
|  |                                                                  |

|  | Coloradisaurus |
|  |                |
|  | Lufengosaurus  |
|  |                |

|  | Jingshanosaurus                      |
|  |                                      |
|  | Anchisauria, waaronder de sauropoden |
|  |                                      |

|  | Unaysaurus   |
|  |              |
|  | Plateosaurus |
|  |              |

|  | Riojasaurus   |
|  |               |
|  | Eucnemesaurus |
|  |               |

|  | Massospondylus                                                   |
|  |                                                                  |
|  | \| \| Coloradisaurus \| \| \| \| \| \| Lufengosaurus \| \| \| \| |
|  |                                                                  |
|  | Coloradisaurus                                                   |
|  |                                                                  |
|  | Lufengosaurus                                                    |
|  |                                                                  |

|  | Coloradisaurus |
|  |                |
|  | Lufengosaurus  |
|  |                |

|  | Jingshanosaurus                      |
|  |                                      |
|  | Anchisauria, waaronder de sauropoden |
|  |                                      |

|  | Massospondylus                                                   |
|  |                                                                  |
|  | \| \| Coloradisaurus \| \| \| \| \| \| Lufengosaurus \| \| \| \| |
|  |                                                                  |
|  | Coloradisaurus                                                   |
|  |                                                                  |
|  | Lufengosaurus                                                    |
|  |                                                                  |

|  | Coloradisaurus |
|  |                |
|  | Lufengosaurus  |
|  |                |

|  | Jingshanosaurus                      |
|  |                                      |
|  | Anchisauria, waaronder de sauropoden |
|  |                                      |

|  | Riojasaurus   |
|  |               |
|  | Eucnemesaurus |
|  |               |

|  | Massospondylus                                                   |
|  |                                                                  |
|  | \| \| Coloradisaurus \| \| \| \| \| \| Lufengosaurus \| \| \| \| |
|  |                                                                  |
|  | Coloradisaurus                                                   |
|  |                                                                  |
|  | Lufengosaurus                                                    |
|  |                                                                  |

|  | Coloradisaurus |
|  |                |
|  | Lufengosaurus  |
|  |                |

|  | Jingshanosaurus                      |
|  |                                      |
|  | Anchisauria, waaronder de sauropoden |
|  |                                      |

|  | Massospondylus                                                   |
|  |                                                                  |
|  | \| \| Coloradisaurus \| \| \| \| \| \| Lufengosaurus \| \| \| \| |
|  |                                                                  |
|  | Coloradisaurus                                                   |
|  |                                                                  |
|  | Lufengosaurus                                                    |
|  |                                                                  |

|  | Coloradisaurus |
|  |                |
|  | Lufengosaurus  |
|  |                |

|  | Jingshanosaurus                      |
|  |                                      |
|  | Anchisauria, waaronder de sauropoden |
|  |                                      |

## Levenswijze

### Habitat
Het leefgebied van Massospondylus was vrij droog. In het vroege Jura zaten de meeste continenten nog aan elkaar vast in het supercontinent Pangea. Het is dus zeer moeilijk te bepalen hoe groot de verspreiding van het dier eigenlijk was.
Massospondylus was met zekerheid een herbivoor. Vroegere hypothesen dat zulke vormen carnivoren waren of althans omnivoor zijn nu geheel verlaten. Er zijn in de schedel geen aanwijzingen voor een hoornen snavel om planten te verwerken. De tanden beten plantendelen af die meteen werden ingeslikt en met behulp van maagstenen verder vermalen werden. In 1974 werden zulke gastrolieten gemeld bij een in Zimbabwe gevonden exemplaar. Belangrijke voedselplanten voor Massospondylus kunnen vroege coniferen geweest zijn.
Tot de levensgemeenschap van Massospondylus behoorden een aantal andere dinosauriërs. Sommige daarvan waren kleine tweevoetige planteneters die behoorden tot de Ornithischia zoals Lesothosaurus en de Heterodontosauridae Abrictosaurus, Heterodontosaurus, Lycorhinus en Pegomastax. Eerst was Massospondylus de enige sauropodomorf die uit de Upper Elliot Formation bekend was. Tegenwoordig zijn er echter meer verwanten ontdekt zoals Ignavusaurus en Arcusaurus. Minder duidelijk is door wie Massospondylus bejaagd werd. Het enige uit de formatie bekende lid van de Theropoda, de carnivore dinosauriërs, was de nogal kleine Megapnosaurus. Later is echter de grote rover Dracovenator beschreven. Daartegen kon Massospondylus zich verweren met de grote duimklauwen.

### Voortbeweging

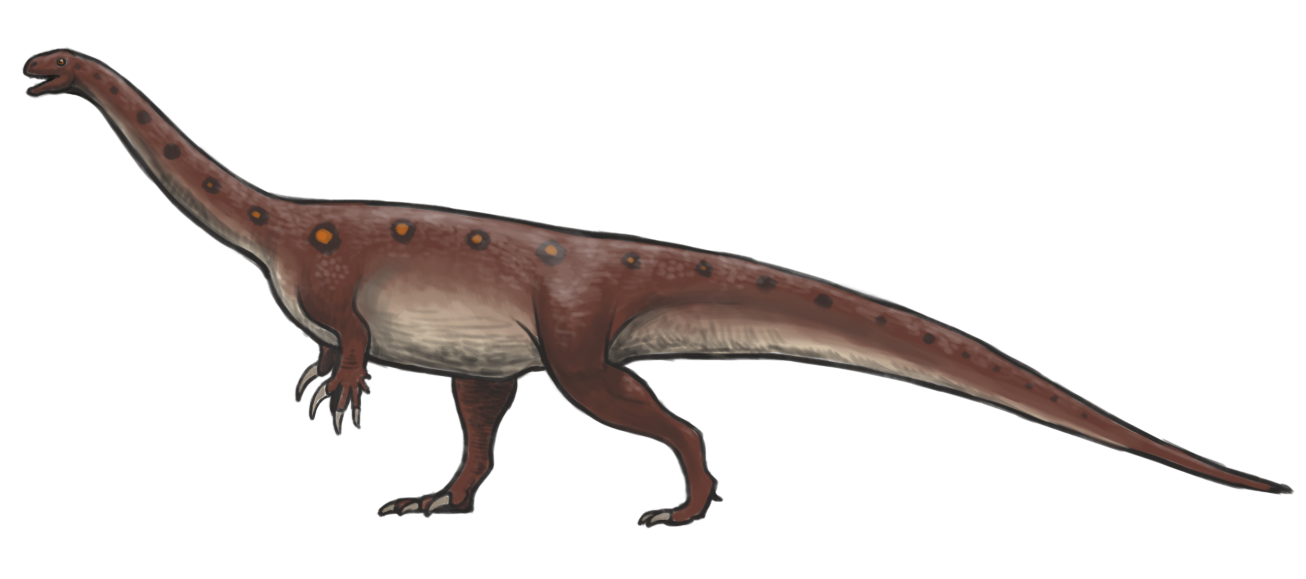
Massospondylus kon zich op alleen de achterpoten voortbewegend snel rennen

Vroeger werd aangenomen dat Massospondylus op vier poten liep. Men dacht toen dat dinosauriërs een afhangende staart hadden. Met zo'n staart zou de lange romp van Massospondylus nooit in evenwicht gehouden hebben kunnen worden. Maar ook toen men uiteindelijk begreep dat de staart naar achteren uitstak, bleven veel onderzoekers vasthouden aan een vierpotige houding. Doordat de achterpoten vrij kort zijn, hebben de voorpoten net de lengte om zo'n stand mogelijk te maken. Daarbij zijn de armen erg krachtig, misschien een aanpassing om de romp te ondersteunen. Ook is het zeker dat sommige basale sauropodomorfen van een tweevoetige naar een viervoetige gang zijn overgegaan want de afgeleide sauropodomorfen, de reusachtige Sauropoda, liepen duidelijk op alle vier de poten.
In 2007 trok Barrett dit gangbare model echter in twijfel. Hij meende sterke aanwijzingen te zien dat Massospondylus op twee poten liep, net als de oorspronkelijke Saurischia. De hand was niet tot pronatie in staat en kon dus niet plat naar voren geplaatst worden. Het dier zou altijd de handpalmen naar elkaar toe gericht hebben moeten houden. De enorme handklauwen zouden een lopen op de armen bemoeilijkt hebben. De sleutelbeenderen zouden de beweeglijkheid van de schoudergordel sterk hebben verminderd. Toch betekende deze analyse niet de einde van de discussie. De beletselen voor een viervoetige gang zijn immers relatief, niet absoluut. Aangezien het lopen op vier poten zich in een geleidelijke evolutie moet hebben ontwikkeld, is het noodzakelijk dat de eerste stappen gedaan moeten zijn door vormen die er maar slecht aan waren aangepast — zoals wellicht al Massospondylus. Zijn voortbeweging kan dus facultatief zijn geweest. Het is in ieder geval zekere dat het dier op alleen de achterpoten kon lopen. Gezien het gegolfde dijbeen en het bovenaan naar voren verlengde gewrichtsvlak van het scheenbeen kon Massospondylus rennend een flinke snelheid bereiken. Als bodemplanten gegeten moesten worden, kon het op de stevige armen leunen en nam daarmee denkelijk kleine stapjes.

### Voortplanting
Er zijn verschillende fossiele eieren van Massospondylus gevonden, sommige zelfs met complete, eveneens gefossiliseerde, embryo's er nog in. Opvallend is dat de eieren slechts zes centimeter lang zijn, terwijl de volwassen dieren tot vier meter lang kunnen worden. Dat betekent dat de jongen waarschijnlijk in zeer hoog tempo groeiden. Ook de onderlinge verhoudingen van de lichaamsdelen van de embryo's en het volwassen dier verschillen. De gevonden fossiele embryo's hebben een korte staart, lange voorpoten en een grote kop. Het volwassen dier heeft juist een lange staart, korte voorpoten en een opvallend kleine kop.
Opvallend is ook het ontbreken van tanden bij de embryo's. Dat betekent dat ze zichzelf waarschijnlijk niet konden voeden, en dus door hun ouders verzorgd moesten worden. In 2021 concludeerde een studie naar de botontwikkeling bij jonge dieren dat hun skelet inderdaad een extreme plasticiteit vertoonde.
Ze bleven gedurende hun hele leven groeien. Gemiddeld werden ze zeventien jaar oud, maar sommige exemplaren werden zeventig jaar oud.

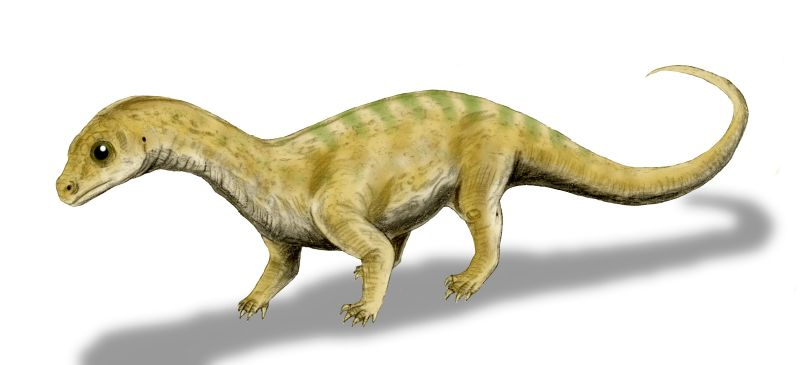
Een juveniel